# Ourapteryx peterfii
Ourapteryx peterfii är en fjärilsart som beskrevs av Diószeghy 1935. Ourapteryx peterfii ingår i släktet Ourapteryx och familjen mätare. Inga underarter finns listade i Catalogue of Life.